# Brod za krstarenje
Brod za krstarenje (ponekad i kruzer) putnički je brod, čija namjena nije prijevoz osoba od jedne do druge luke odredišta, nego je namijenjen za uživanje u putovanju i sadržajima na brodu (krstarenje). Brod za krstarenje pristaje na svojem putu u lukama nekoliko zanimljivih turističkih destinacija u određenom razdoblju. Danas je krstarenje postalo značajnim dijelom turističke industrije.
Brodovi za krstarenje mogu se klasificirati na temelju područja njihove namjene na morska i riječna plovila. Postoje različiti načini za kategoriziranje plovila. Dijele se prema veličini, poslovnim modelu i uobičajenim načinu života gostiju. Ovisno o interesima, starosnoj dobi i financijskim mogućnostima gostiju brodovi mogu biti namijenjeni za luksuzni ugođaj, avanture, obrazovanje, kulturu, zabavu, športske aktivnosti, wellness ili rekreaciju.
Veličina broda, oprema i posada na brodu je prilagođena ciljnoj skupini turista.

## Vanjske poveznice
- Brodica za spašavanje Hrvatska tehnička enciklopedija, portal hrvatske tehničke baštine. LZMK